# Supplication d'Abu Hamza al-Thumali
 (juillet 2025).
Le contenu est difficilement compréhensible vu les erreurs de traduction, qui sont peut-être dues à l'utilisation d'un logiciel de traduction automatique.
La supplication d'Abou Hamza al-Thumali (arabe : دعاء أبي حمزة الثمالي) est un Du'a attribué à Ali Zayn al-Abidin,. Abu Hamzah Al-Thumali, qui était un compagnon de trois imams chiites, l'a reçu d'Ali Zayn al-Abidin et était le principal narrateur de l'œuvre. Cette supplication est mentionnée dans Eqbal al-a'mal - un ouvrage en arabe rédigé par Sayyed Ibn Tawus qui comprenait des Du'as, des prières et des pratiques dont l'exécution était recommandée à des moments précis de l'année. Il a été dit qu'Ali Zayn al-Abidin a récité la supplication chaque soir ou à l'aube pendant le Ramadan,.

## Abu Hamza al-Thumali
Thābit ibn Safiya, connu sous le nom d' Abu Hamza al-Thumali, descend de la famille Safiye (arabe: آل بنی صفیه),. Né à Kufa, al-Thumali était le compagnon de trois imams chiites - Ali Zayn al-Abidin, Muhammad al-Baqir et Ja'far al-Sadiq. Bien qu'il existe peu d'informations sur sa naissance, on pense qu'il a vécu aux septième et huitième siècles. Par conséquent, il est possible qu'il était également un compagnon de l'Imam Kadhim.
Abu Hamza al-Thumali avait une grande estime pour les imams, et ils le considéraient apparemment comme digne de confiance. Ali al-Ridha, le huitième imam des chiites, a déclaré à son sujet: "Abu Hamza en son temps était semblable à Salman au temps du prophète." Ahmad ibn Ali al-Najashi, un grand érudit chiite, a déclaré: "Il était le meilleur de nos compagnons et le plus fiable d'entre eux dans la narration et la tradition."
Il a écrit plusieurs ouvrages sur des sujets islamiques tels que Kitab fi Tafsir al-Quran al-Karim (une exégèse du Coran), Kitab al-Nawadir (un livre sur les choses rares), Kitab al-Zuhd (sur l'ascétisme) et Al -Risalah al-Huquq (sur toutes sortes de droits).
Il est décédé en l'an 150 AH,.

## Chaîne d'autorité
Abu Hamzah Al-Thumali est la première personne à avoir entendu cette supplication d'Ali Zayn al-Abidin. La supplication est vue dans l'Eqbal al-A'mal de Sayyed Ibn Tawus, qui commence par décrire la chaîne d'autorité suivante: son auteur Sayyed Ibn Tawus a déclaré avoir reçu son contenu sous l'autorité de Harun ibn Musa ibn Ahmad Talla'ukbara, qui l'a reçu de Hassan bin Mahboob Srad, qui l'a reçu d'Abou Hamza al-Thimali, qui l'a reçu d'Ali Zayn al-Abidin.
Abu Hamzah Al-Thumali a ensuite été reconnu comme un narrateur crédible des hadiths par d'importants universitaires chiites tels que Najasi, Shaykh Tusi, Ibn Babawayh et Ibn Shahre Ashub, mais les universitaires sunnites ne l'ont pas confirmé.

## Contenu
La supplication touche aux sujets suivants, :
1. Conscience d'Allah
  1. Inévitablement des créatures dans la domination d'Allah
  2. Connaître Allah par lui-même
  3. Allah étant guidé
2. Une explication des voies des factures et du salut pour l'homme
  1. Recourir à la miséricorde d'Allah
  2. Pratiquer les vertus morales et éviter les vices moraux
3. Du'a
  1. Invocation
  2. Salawat
  3. Demande d'aide
4. Persévérance (phrase répétée)
5. Un plaidoyer de culpabilité
6. Humilité et modestie

## Temps de récitation
Ali Zayn al-Abidin, le quatrième imam chiite, invoqué la supplication d'Abou Hamza al-Thimali chaque nuit ou à l'aube pendant le Ramadan,.

## accueil
De nombreux chercheurs ont écrit des explications pour la supplication d'Abou Hamzah Thumali, y compris les suivantes :
- Cheikh Muhammad Ebrahim ibn al-Mawli abd-Alwahab Sabzevary
- Mawla Muhammad Taqi ibn Hussain Ali al-Heravy al-Esfahany al-Hayery (dans son livre intitulé Nahayat al-Amal)
- Mehdi Bahr al-Ulum (dans son livre intitulé Al-Rovzat)
- Mohammad-Taqi Mesbah-Yazdi (dans son livre intitulé Aux yeux d'Allah)[10].

L'ayatollah Khomeiny a conseillé de réciter un passage de la Du'a avec émotion et de méditer ses paroles. Il a recommandé de lire la supplication lentement et d'y penser comme on lit.

## Voir également
- Du'a Kumayl
- Jawshan Kabir
- Ali Zayn al-Abidin
- Ramadan
- Du'a al-Faraj
- Dua Tawassul